# 小食蝇霸鹟
小食蝇霸鹟（学名：Philohydor lictor）是雀形目霸鹟科的一种鸟类，属于单型的小食蝇霸鹟属（学名：Philohydor）。

## 亚种
- Philohydor lictor panamensis，分布在巴拿马东部至哥伦比亚北部。
- Philohydor lictor lictor，分布在哥伦比亚东部至圭亚那、玻利维亚东部、亚马逊和巴西东部。[3]